# Ji1 Fornacis
Ji1 Fornacis (χ1 For) es una estrella en la constelación de Fornax, el horno.
De magnitud aparente +6,40, comparte la denominación de Bayer «Ji» —vigesimoquinta del alfabeto griego— con otras dos estrellas, Ji2 Fornacis y Ji3 Fornacis.
Ji1 Fornacis está catalogada como subgigante blanca de tipo espectral A1IV, pero una estudio reciente la considera todavía en la secuencia principal, habiendo transcurrido sólo el 62% de su vida en dicha etapa.
Tiene una temperatura efectiva de 8770 K —aunque de acuerdo a otro método empírico podría ser de 9354 K— y su luminosidad es 31 veces superior a la del Sol.
Gira sobre sí misma con una velocidad de rotación proyectada de 136 km/s y posee una masa 2,19 veces mayor que la del Sol.
Ji1 Fornacis es una estrella sumamente luminosa en rayos X —2452 × 1020 W—, lo que sugiere la presencia de una compañera estelar activa.
En esta región del espectro su luminosidad es comparable a la de 7 Camelopardalis, pero aún queda lejos de las de V856 Scorpii y KW Aurigae, entre 6 y 10 veces más luminosas que ella.
Ji1 Fornacis se encuentra, de acuerdo a la nueva reducción de los datos de paralaje de Hipparcos, a 352 ± 17 años luz del sistema solar.